# 韦斯托弗 (阿拉巴马州)
韦斯托弗（英文：Westover），是美国阿拉巴马州下属的一座城市。面积约为18.41平方英里（约合47.68平方公里）。根据2010年美国人口普查，该市有人口1,275人，人口密度为69.26/平方英里（约合26.74/平方公里）。